# Citadelle de Sisteron
 (octobre 2017).
Si vous disposez d'ouvrages ou d'articles de référence ou si vous connaissez des sites web de qualité traitant du thème abordé ici, merci de compléter l'article en donnant les références utiles à sa vérifiabilité et en les liant à la section « Notes et références ».
À 500 m d'altitude, la citadelle de Sisteron surplombe la ville de Sisteron — située dans un passage entre le Dauphiné et la Provence — et la Durance. Construite sur un éperon rocheux, c'est la première chose que l'on voit en arrivant dans la ville. La citadelle, avec ses fortifications, était un verrou stratégique sur la route menant des Alpes vers la Méditerranée. Classée monument historique, c'est la pièce maîtresse de la ville. Jean Errard, ingénieur militaire d'Henri IV, puis Vauban l'ont marquée de leur empreinte.

## Historique

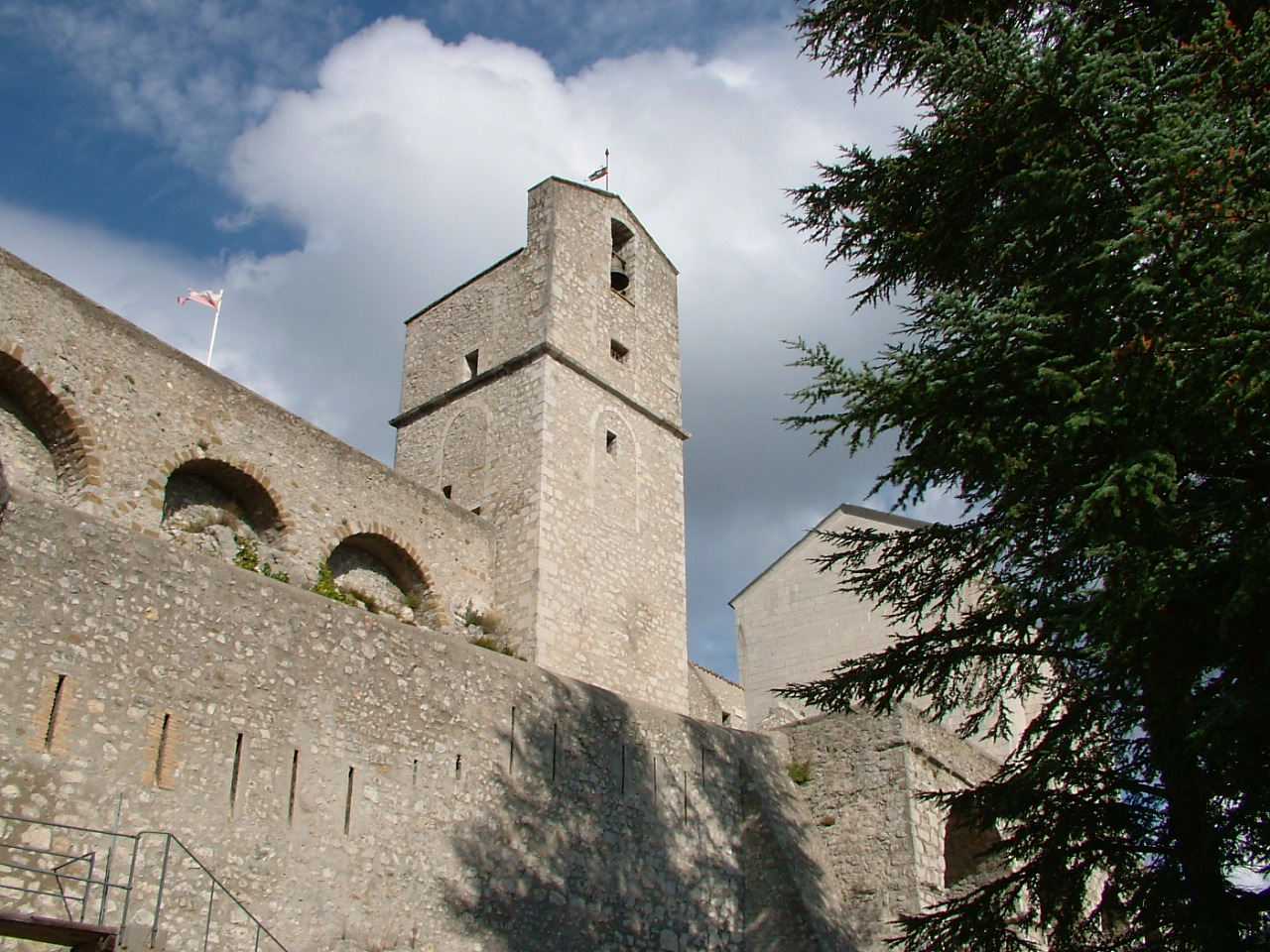
Le donjon.

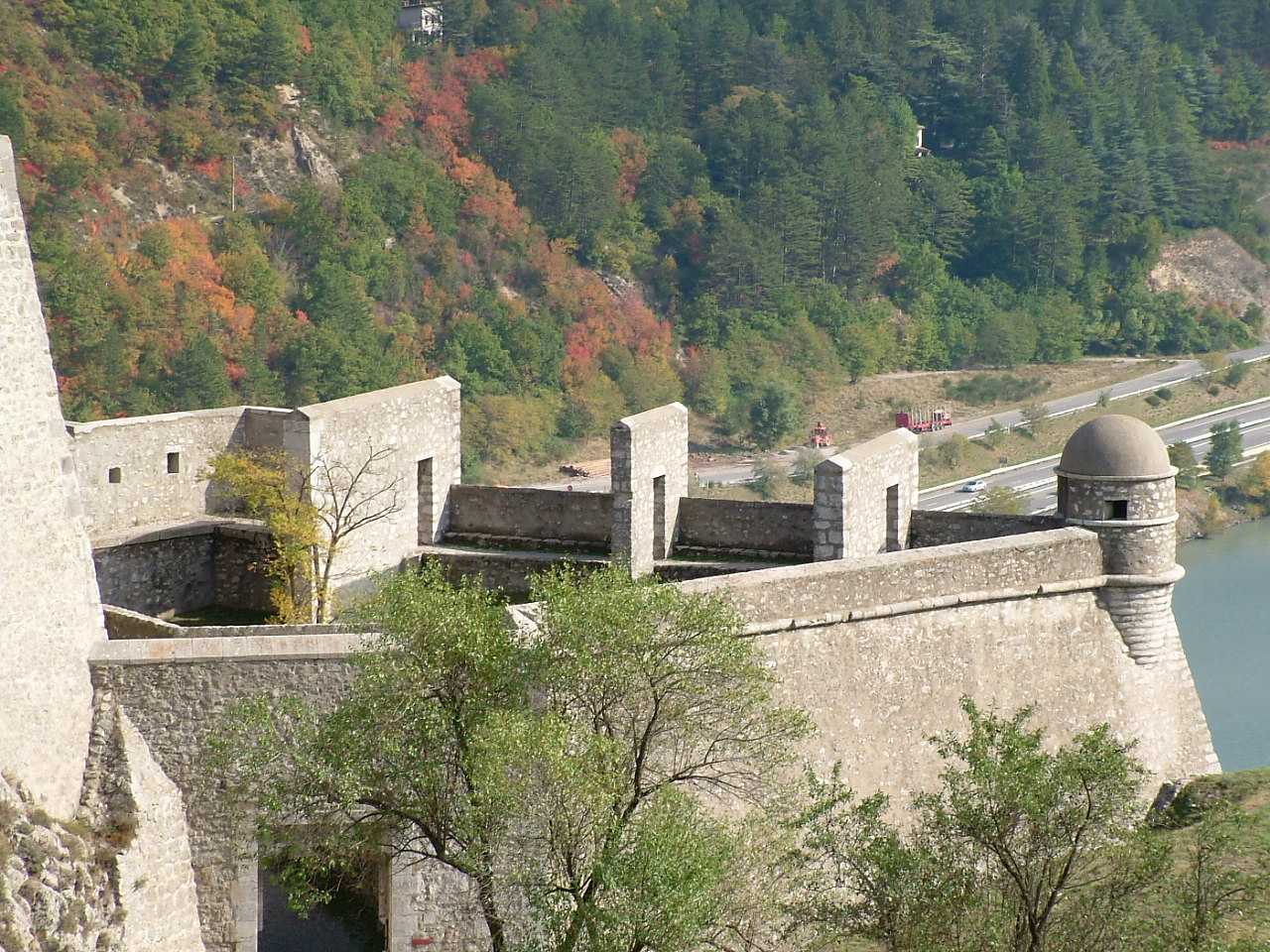
Fortification sud.

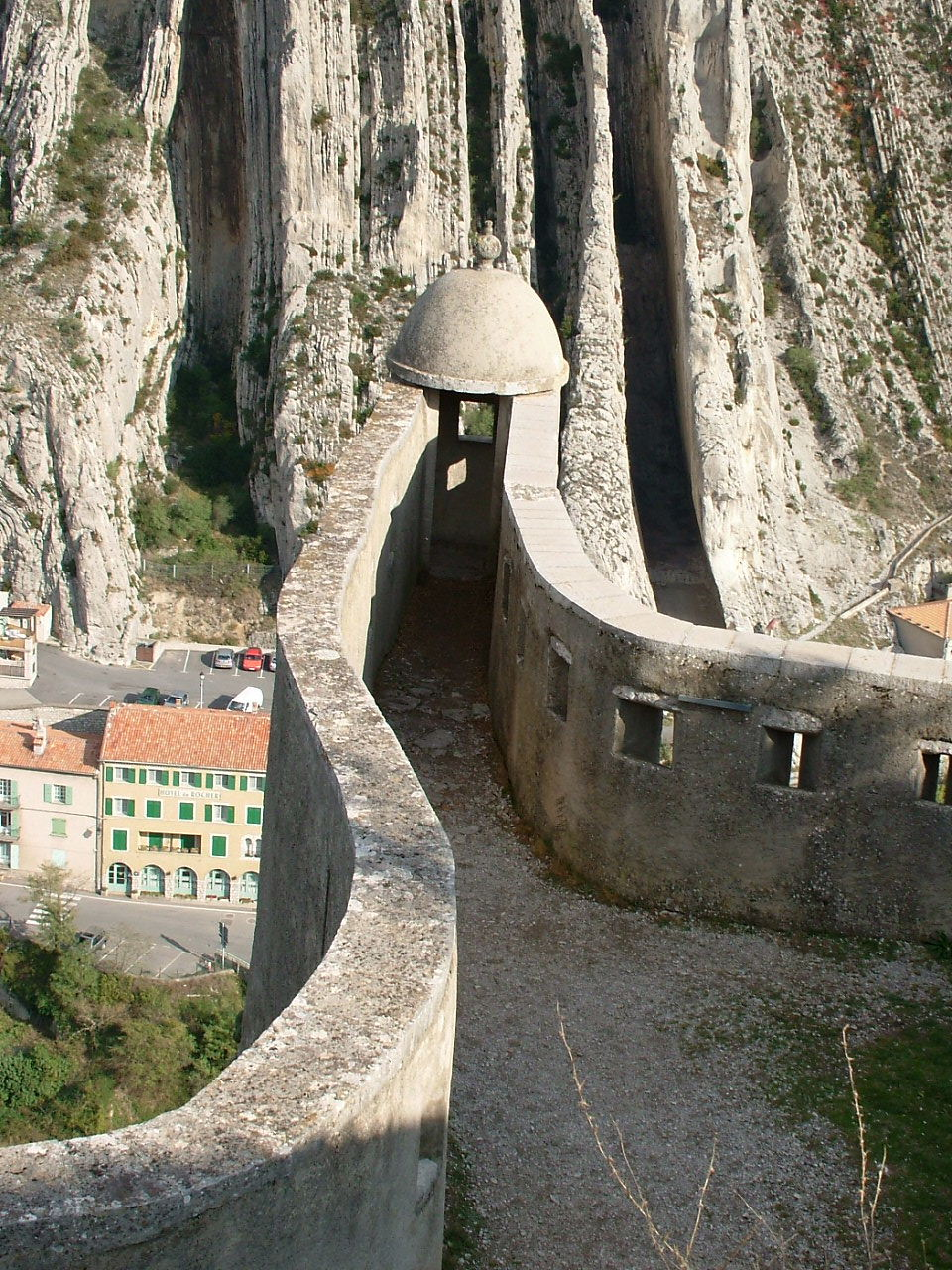
La guérite du diable.

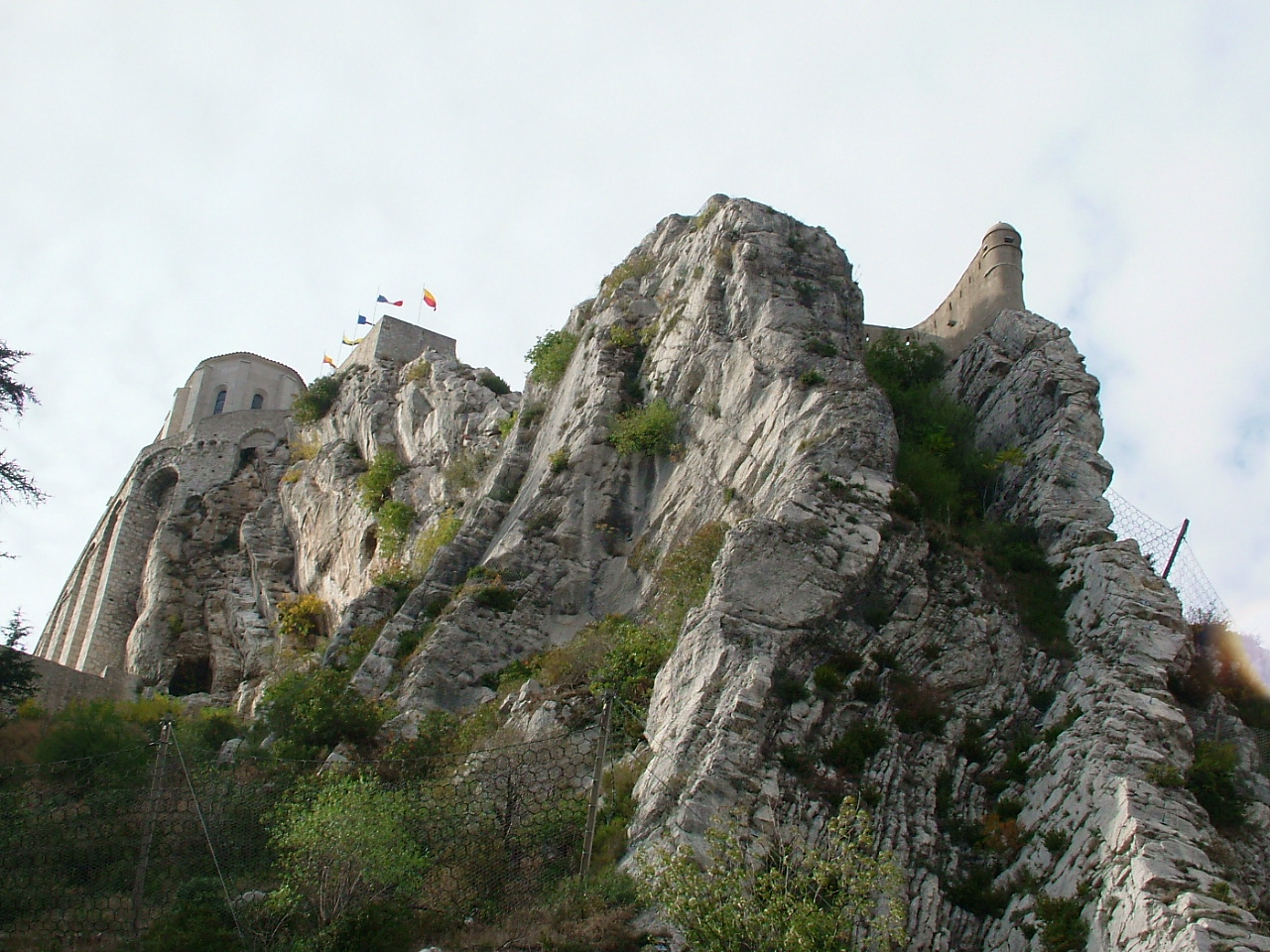
La guérite du diable vue du pont.

### Antiquité
Le rocher dominant la cluse de la Durance a de tout temps été fortifié. Il ne reste rien de l'oppidum des Voconces, détruit lors de l'invasion romaine d'Auguste (27 av. J.-C.), ni du castrum romain qui lui succéda. De l'époque romaine, il ne subsiste de « Segustero » (nom latin de Sisteron), que les vestiges d'un mausolée et d'une cité le long de la « Via Domitia », voie antique qui reliait l'Italie à l'Espagne.

### Moyen Âge
Rien ne reste non plus du châtel, fait de tours et de palissades, du haut Moyen Âge. Après la période troublée qui suivit la mort de Charlemagne, Sisteron passa de main en main, de vicomtes locaux aux comtes de Forcalquier, puis aux comtes de Provence pour enfin être rattachée à la couronne de France sous le règne de Louis XI. Ce n'est qu'à partir du XIe siècle que l'on trouve dans les archives une première mention du « château » de Sisteron. La citadelle de Sisteron monte la garde et verrouille le passage entre le Dauphiné et la Provence depuis 1209, assistée par les curieuses strates verticales du rocher de la Baume qui lui fait face, sur l'autre rive de la rivière.
La citadelle, telle que nous pouvons la voir aujourd'hui, est constituée d'un ensemble d'ouvrages d'époques très diverses résultant de modernisations et de reprises successives. Le rempart supérieur, ou chemin de ronde, ponctué d'un puissant donjon remonte au XIIe siècle.

### Renaissance

Carte du village et de la citadelle de Sisteron (vers 1752)

Sa situation de « forto villo de grand passagi per passar les monts » (début du XVIe siècle) lui vaut d'être un enjeu âprement disputé pendant les guerres de Religion. Après les destructions subies au cours de celles-ci, Jean Errard, ingénieur militaire de Henri IV adapte, de 1590 à 1597, deux enceintes successives au nord, et trois au midi, en un étagement d'ouvrages bastionnés auquel venait se souder le rempart enserrant la ville depuis le XIVe siècle. Au cours de ces travaux, Errard innove en imaginant un système de fortifications en « dents de scie » que devait, plus tard, reprendre et perfectionner Vauban (1633-1707). La face sud comporte quatre enceintes fermées de portes bien défendues, pour certaines par des ponts-levis. Celle du nord, trois seulement très remaniées au XIXe siècle.

### Période moderne
Ces ouvrages attribués à Jean Errard sont plus sûrement l’œuvre d'un ingénieur venu d'Italie Jehan Sarrazin où l'art de fortifier était plus avancé que de ce côté des Alpes. Un siècle plus tard, en 1692, Vauban, après l'invasion de la haute vallée de la Durance par le duc de Savoie Victor-Amédée II, conçoit pour Sisteron un vaste plan de défenses intéressant la ville et la forteresse. À son arrivée, il découvre une forteresse en élévation, entourée de cimes d'où on peut la réduire à merci. Il projette tout de suite une série d'ouvrages. Pour la forteresse elle-même, il recommande de réhausser les courtines, de renforcer les portes d'accès et ordonne la construction d'un magasin à poudre à l'abri des tirs plongeants. De l'ambitieux projet, seuls le magasin à poudre et le puits de cette dernière seront réalisés.
De 1842 à 1860, le comté de Nice et la Savoie n'étant pas encore en France, d'ultimes travaux furent entrepris pour adapter la citadelle aux nécessités de l'époque et de la défense des frontières. Les ingénieurs qui en furent chargés suivirent les recommandations faites deux siècles plus tôt par Vauban : on releva les courtines ; on ouvrit deux portes charretières dans la face sud. Au nord, la deuxième enceinte fut remaniée, une citerne fut aménagée, et enfin on creusa le formidable escalier souterrain reliant la citadelle à la porte nord de la ville, elle aussi reconstruite.

### Période contemporaine
La chapelle « Notre-Dame du château » remonte au XIVe siècle. Elle a été construite sur une terrasse soutenue par de puissantes arcades. Son vaisseau gothique, inondé de lumière est un chef-d’œuvre de proportions où le maître d’œuvre a joué, avec un rare bonheur, de la dichromie d'un grès doré de Bevons et d'un calcaire gris de Chambrancon (carrières proches de Sisteron). Aux trois quarts détruite en 1944, la chapelle restaurée, parée de vitraux du maître verrier Claude Courageux sert de cadre aujourd'hui à des expositions de prestige.
Ainsi Notre-Dame du château, au faîte de l'austère citadelle, en ce lieu conçu pour les guerres, continue de régner comme un signe de miséricorde et de paix. Depuis 1956, la citadelle est l'objet d'une restauration exemplaire, conduite avec le produit des entrées, par l'Association « Arts, Théâtre, Monuments » avec la confiance et le soutien de la municipalité.
Dans l'enceinte de la forteresse, un musée a été aménagé. Une salle, installée dans une casemate, est consacrée au retour de l'île d'Elbe. Soixante documents d'époque évoquent l'épopée de l'empereur.
La citadelle est démilitarisée en 1920.

## Quelques dates
- 1516 : François Ier s'arrête à Sisteron de retour de Marignan ; le chevalier Bayard y tient garnison.
- 1524 et 1537 : François Ier s'arrête à nouveau à Sisteron.
- 1639 : accusé de complot contre la France (il aurait comploté avec l'Espagne), le prince polonais Jean Casimir Vasa (Jan II Kazimierz Waza), futur roi de Pologne, est enfermé sur ordre de Richelieu dans le donjon de la citadelle du 13 février au 16 août. Le cachot où fut détenu le prince a été reconstitué, avec son mobilier et un mannequin représentant le prisonnier.
- 1815 : le 5 mars, lors de la marche de Napoléon Ier vers Grenoble, l'empereur arrive à Sisteron, dont le maire est royaliste, précédé du général Cambronne, venu s'assurer que le passage était sûr. Le commandant Machemin et sa garnison de la citadelle ne peuvent arrêter la troupe… faute de poudre à canons. L'empereur y déjeune avant de poursuivre sa marche triomphale vers Paris. C'est le début de la période des « Cent-Jours ».
- 1925 : la citadelle (rempart supérieur, tour de l'horloge, chapelle et guérite en pierre dite guérite du Diable) fait l’objet d’un classement au titre des monuments historiques depuis le 11 février 1925[1].
- 1940-1942 : la citadelle est transformée en camp d'internement par décret du 18 novembre 1939, puis un centre de séjour surveillé : jusqu'en mai 1940, on y trouve des détenus dits « gens sans aveux » (de droit commun) ; puis arrivée des détenus politiques (ainsi le 11 mars 1941 : « 255 repris de justice, 63 indésirables étrangers et 51 issus des compagnies spéciales »).
- 1942-1944 : la citadelle a servi de prison aux Allemands, qui y enferment des prisonniers politiques pendant l'occupation. Ceux-ci seront délivrés le 21 juillet 1944 par les maquisards du groupe F.T.P. du maquis de Bayons dirigé par Yvan Beck. Cette évasion rend furieux le commandement allemand, qui prendra une cinquantaine d'habitants en otages et attaquera le 26 juillet le maquis à Bayons.
- 1944 : le 15 août, les B26 « Marauder » français et des « forteresses volantes » américaines du 42th Bomber Wing tentent de couper le pont ferroviaire et le pont routier qui enjambent la Durance. La météo n'est pas très favorable. Les accès sont atteints, mais les ponts ne sont pas détruits. Le wing de l'USAAF, forcé à une manœuvre d'évitement après son premier passage se libère des bombes non larguées et plusieurs tombent sur la ville. On déplorera plus de 300 victimes parmi la population civile. Le 17 août, une formation de B-26 français revient sur les lieux et réussit cette fois à détruire les objectifs avec succès. Le résultat de ces bombardements alliés : une grande partie de la ville fut détruite, et la citadelle gravement endommagée[2].
- 1944-1945 : on y trouve ensuite des prisonniers pour marché noir et, à la fin de la guerre, des prisonniers pour collaboration.
- 2013 : l'ensemble de la citadelle (sauf les parties classées) est inscrit au titre des monuments historiques par arrêté du 12 août 2013[3].
- 2015 : la totalité de la citadelle est classée monument historique[4].

## Galerie

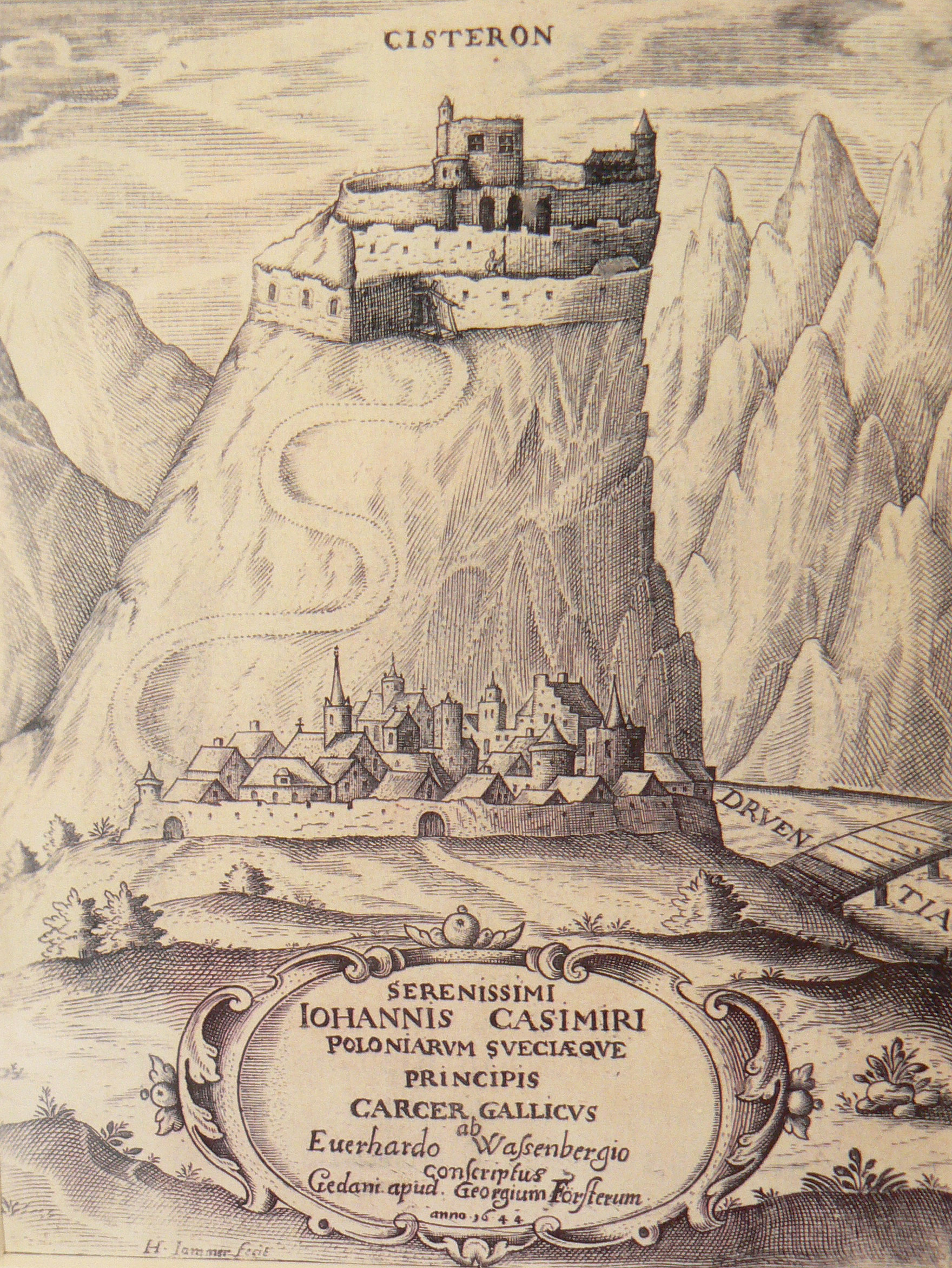
La citadelle et la ville vers 1640, à l'époque de l'incarcération de Jean Casimir de Pologne.
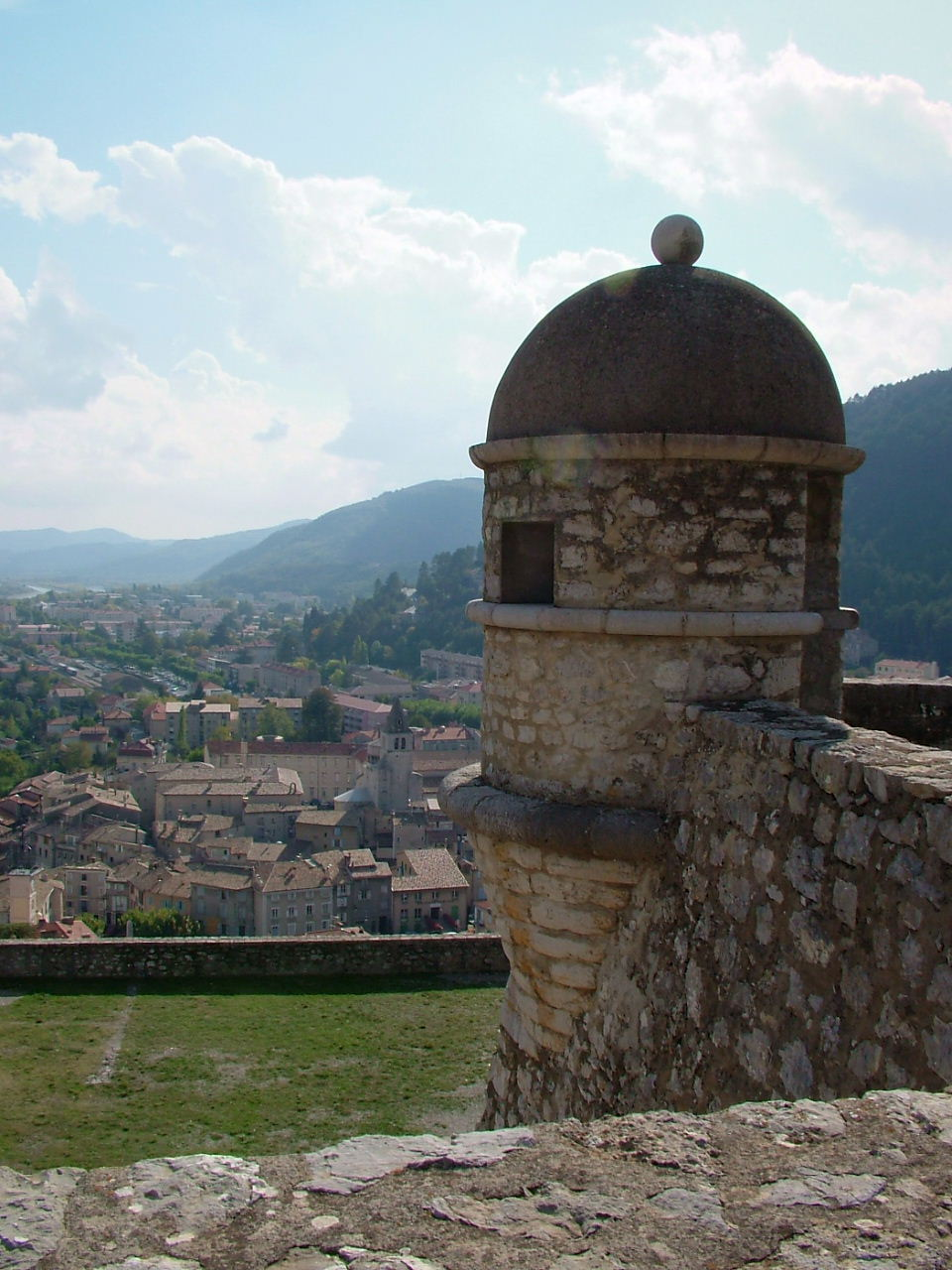
Une échauguette.
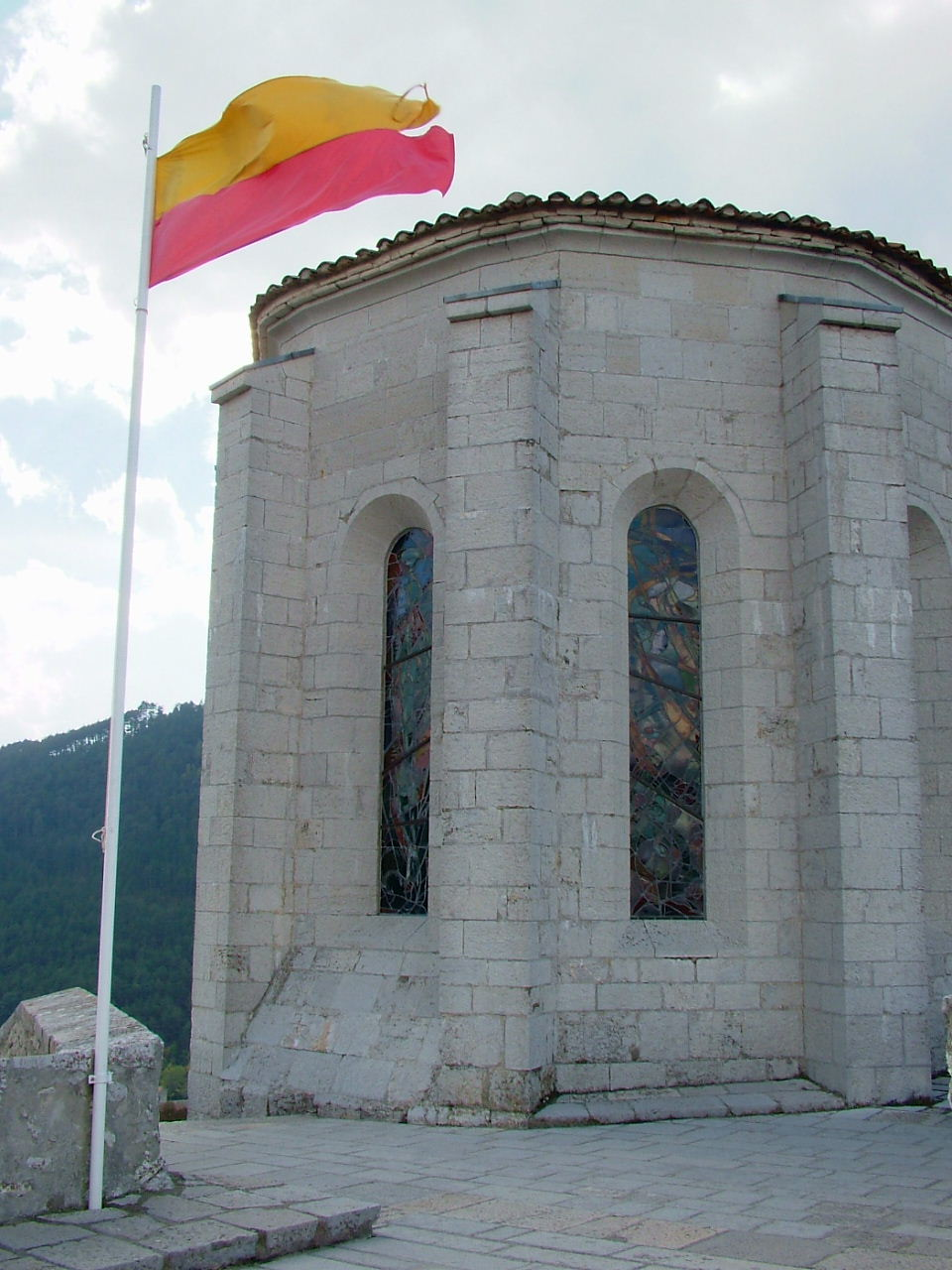
Chapelle Notre-Dame du Château.
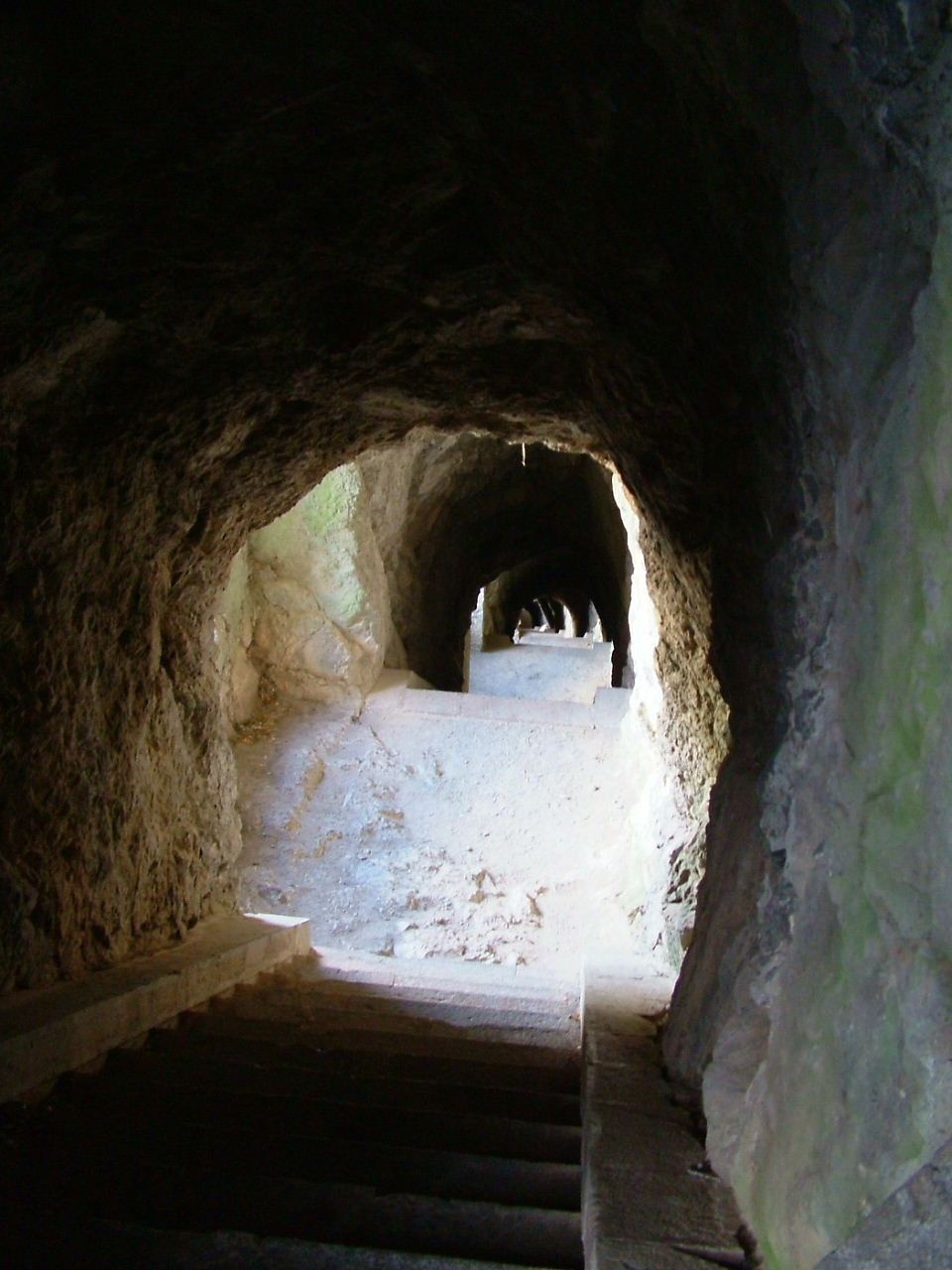
L'escalier souterrain.
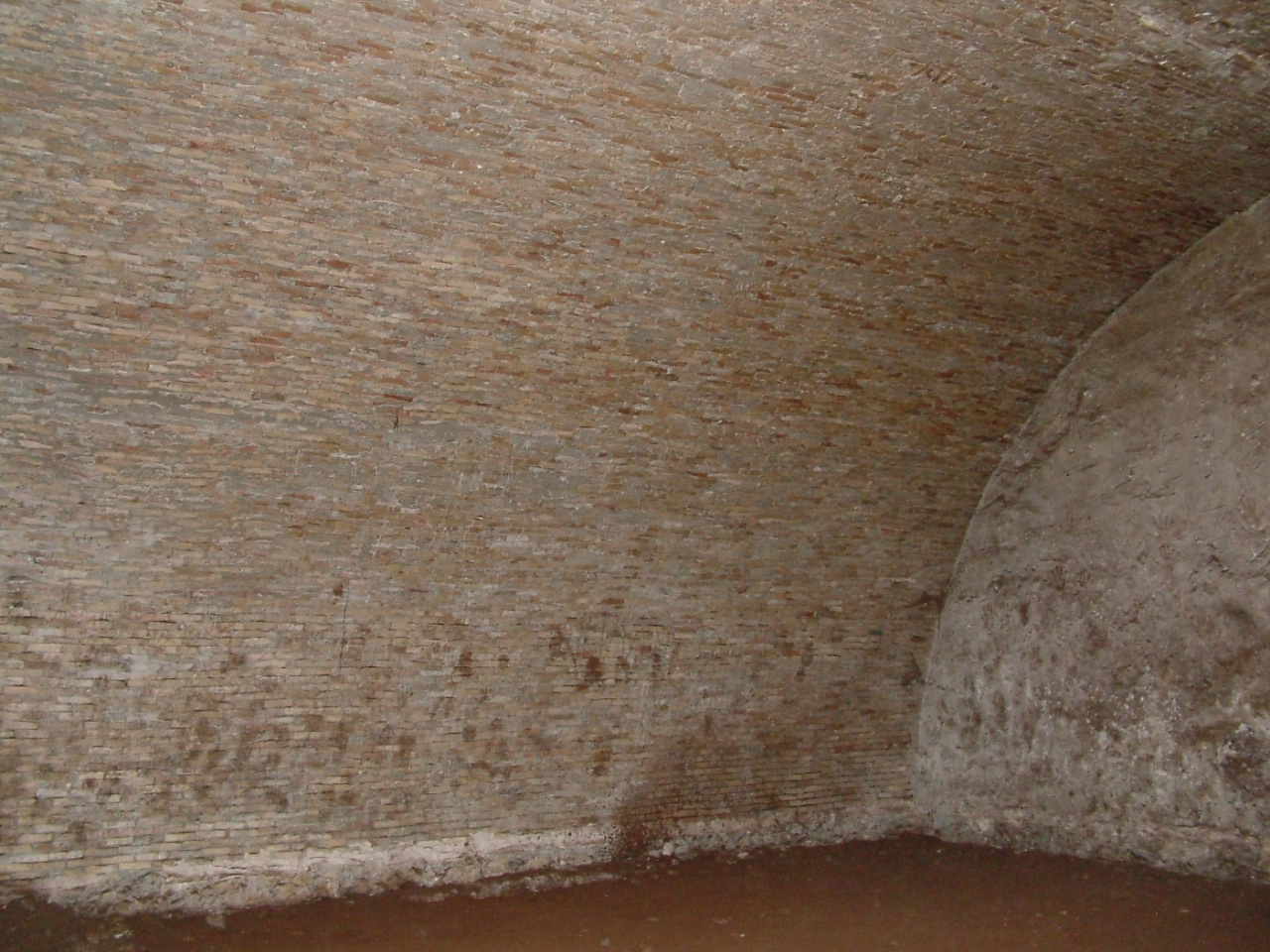
Intérieur du magasin à poudre.
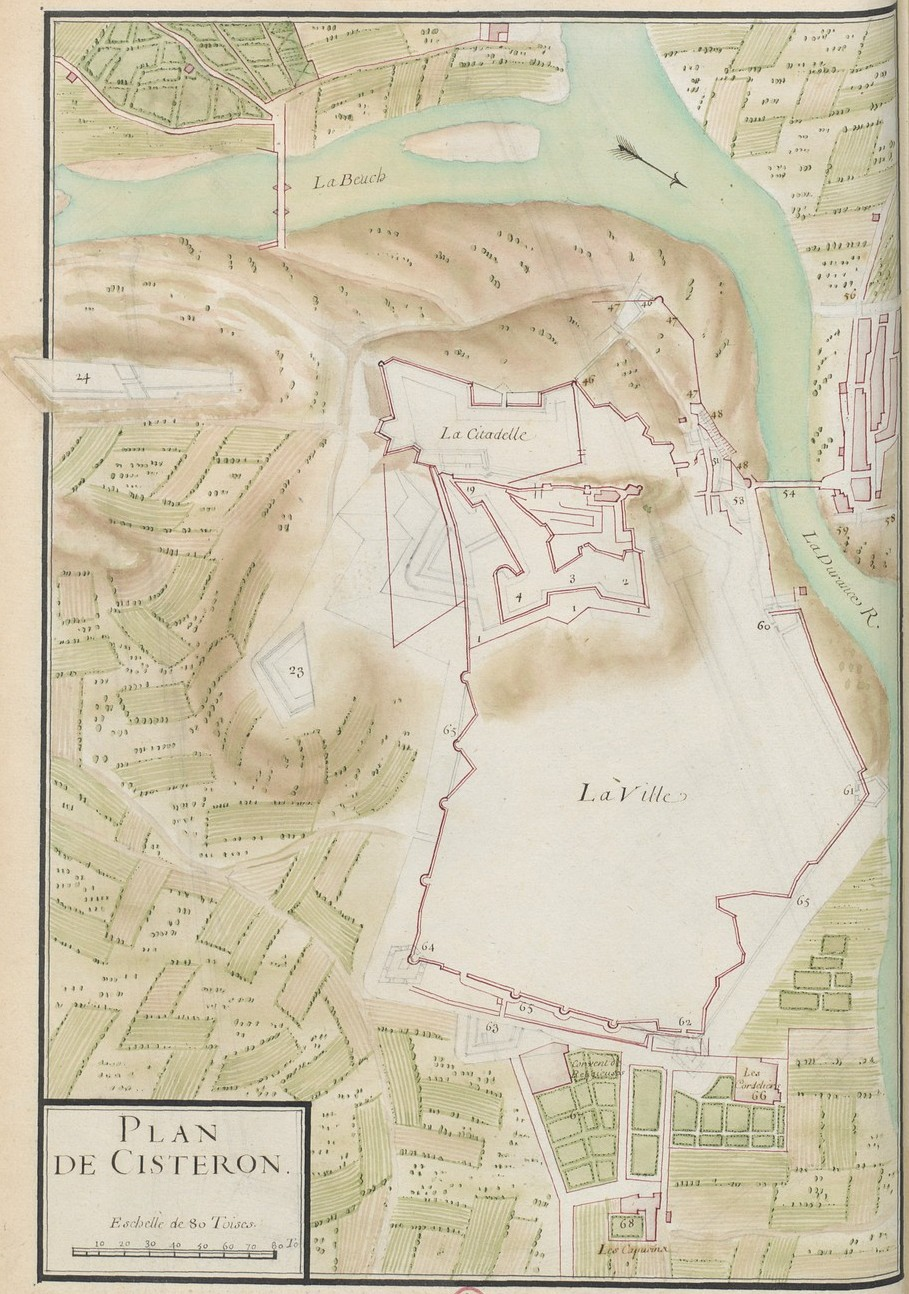
Plan général de la ville et de la citadelle en 1693.
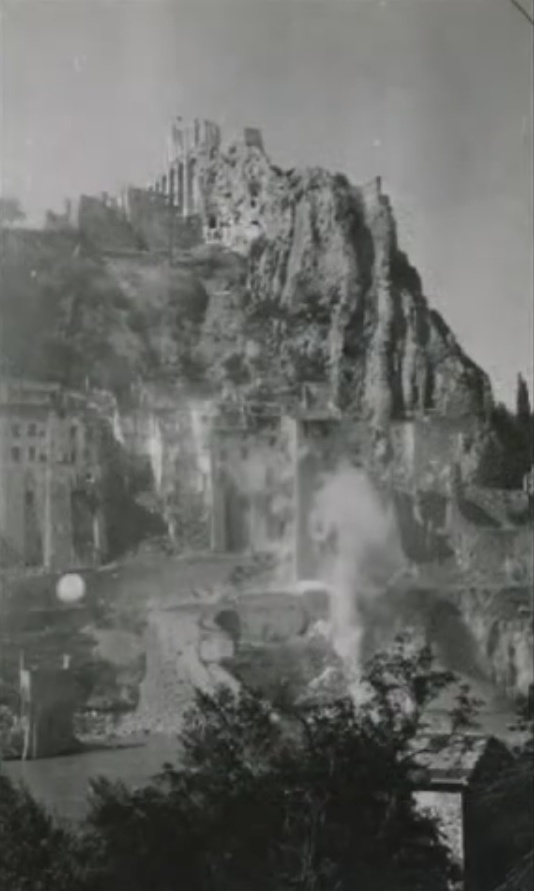
La citadelle et la ville après le bombardement du 15 août 1944.